# 1968年のテレビ (日本)
1968年のテレビ（1968ねんのテレビ）では、1968年（昭和43年）の日本におけるテレビジョン放送全般の動向についてまとめる。

## UHF親局の開局
この年は、親局としてのUHF（アナログ）放送（13 - 62ch）が本格的に始まった年であった。
まず2月20日にNHK徳島教育テレビジョンが放送開始し、そして8月12日には最初の独立民放局にして民放初のUHF親局となる岐阜放送がテレビジョン放送を開始。以後、全国に順次UHF局が開局していくようになる。
特に、いままで1局しか民放テレビが視聴できなかった多くの地方においては、初めて2局の民放テレビが視聴できるようになり（この年は、12月16日開局の新潟県の新潟総合テレビ、同月24日開局の静岡県のテレビ静岡がこれに該当する）、翌1969年はその地域が一気に増えることとなる。
これらのUHFテレビ放送を受信するには、新たにUHFアンテナを備え付けた上で、その受信機能を備えていなければいけない。この年に発売されたカラーテレビを始めとする多くのテレビには、元々UHF受信機能があったものの、それ以前のテレビはほとんどの機種がVHF（1〜12ch）しか受信できなかった為、それに於いては、専用のUHFコンバータを取り付ける必要があった。

## 主なできごと
NHK、年度始めの4月から受信料体系がカラー契約、白黒の普通契約の二本立てに。ラジオ単独受信料は廃止される。
前年に続き、番組のカラー化が更に進む
- NHKがカラー契約を開始したことに伴い、NHK総合が年度始めである4月の改編期から連続テレビ小説がカラー化（この年度は第8作『あしたこそ』）したのを始め、視聴好適時間の娯楽番組を中心に、カラー放送を重点的に拡充。
- 民放では、NET、毎日放送、中部日本放送(CBC)、東海テレビ放送、北海道放送(HBC)、札幌テレビ放送(STV)、九州朝日放送、青森放送等がスタジオカラーカメラを使った番組制作を開始。又、前述の局に加え、朝日放送(ABC)がカラー中継車を使った番組制作を開始。更に、東京12チャンネルがカラー放送を開始。又、当時の北海道テレビ局全3局（NHK・HBC・STV）では、9月2日の札幌市で行われた「北海道百年記念祝典」の模様を3局共にカラーで生中継・全国放送し、HBC・STVはこれを機に、自局ローカルや北海道からの全国放送に於けるカラー化が本格的に進んで行く様になる。
- ニュースでは、この年からTBS=JNN系列の主要局を中心に、地方局でもローカルニュースのカラー化が始まる。先ずTBS=JNN系列では、東北放送が5月20日に始まったのを皮切りに、9月2日にはHBCが「北海道百年記念祝典」が行われたのに合わせて開始、同月30日にはTBSが夕方のニュースの看板番組『ニュースコープ』がカラー放送を開始[注 2]したのに併せ、TBS及び同系列のABC（当時）とRSK山陽放送も開始。CBC、RKB毎日放送も年内に開始している。その他では、NNN系列の青森放送がローカルニュースの全時間枠で7月1日に開始。9月1日には、NHK総合の全国ニュースが全時間帯カラー放送となった[注 2]。
- この年に行われた『グルノーブル冬季オリンピック』、『メキシコオリンピック』の中継は、ほとんどがカラー化された（オリンピック中継の全面カラー化は、『1972年札幌冬季』から）。
- 主なレギュラー番組では前述の他に、日本テレビの『キユーピー3分クッキング 日本テレビ制作版』、『11PM』（読売テレビ制作分も含む）、NET『象印スターものまね大合戦』、毎日放送『真珠の小箱』等がカラー化された。又、前年春に一部回がカラー放送となっていたフジテレビ『スター千一夜』は、この年から一部の例外を除き毎回カラー放送となったり、甲子園球場での春夏の高校野球が民放でもカラー化された（NHKはこの時既にカラー化済）。更に、TBS『東芝日曜劇場』も秋からカラー制作の本数を増加、同『ザ・ガードマン』も不定期でカラー放送を開始、民放の年越し番組『ゆく年くる年』も、この年からカラー放送を開始している。（その他詳しくは、「#既存番組のカラー化」を参照）
- 年内に、東芝とTBSが共同でスタジオカラーカメラ（型番:PK-31）を開発。自社の『東芝日曜劇場』での撮影に使われたのを始め、TBS・JNN系列局や多くの放送局等へ納入され、十数年に渡って製造された名器となった。

テレビ番組
- 読売テレビ・日本テレビ系でカラーアニメ『巨人の星』が放送開始。スポ根ブームの火付け役となり、後に同様のアニメ・ドラマ番組が登場する様になる。
- 関西テレビ・フジテレビ系でカラー映画時代劇『大奥』が放送開始。女性時代劇のはしりとなる。
- 以下の主なレギュラー番組が放送を開始又は終了（カラー表記が無いのは後年にカラー化）。
  - 開始
    - NHK総合:『連想ゲーム』（カラー）
    - TBS:『お笑い頭の体操』、『キイハンター』、『ポーラテレビ小説』
    - フジテレビ:『3時のあなた』、『夜のヒットスタジオ』

  - 終了
    - NHK総合:『ジェスチャー』（終了時カラー）
    - 朝日放送:『てなもんや三度笠』（終了時カラー）

視聴率
- TBSがこの年の年間視聴率で、ゴールデンタイム（19 - 22時）において首位となる（1963年から6年連続）。

## 番組関係のできごと
1月
- 1日
  - NHK、この年が明治百年となることを受け、それにちなんだ番組を1年を通じて編成、この日から放送開始。[4]
    - NHK総合では、この日に年始特集『明治百年の年明ける』を2時間に渡りカラーで放送（一部中継はモノクロ）。[4][5][6][7]
    - NHK教育ではこの日から3日間に渡り、長時間討論『明治百年「デモクラシーと日本人」』を放送[4][8]。1日は「政治は変わったか」を[9]、2日は「経済は変わったか」を[10]、3日は「日本人は変わったか」[11]をテーマにした討論を毎日2時間ずつ放送。

  - 日本テレビ系、朝の子供向け番組『おはよう!こどもショー』がこの日、新年特番として『おめでとう!こどもショー』をカラーで特別放送[7]。同番組のカラー化はこれが初。
  - フジテレビ系で、2025年現在も正月の定番として続く元日恒例の生放送演芸バラエティ特番『初詣!爆笑ヒットパレード』が放送開始（2018年で50周年）。記念すべき第1回大会の総合司会はトリオ・ザ・スカイライン（東八郎ほか）が務めた。
- 3日 - TBS系で国際プロレス中継番組である『TWWAプロレス中継』放送開始。放送時間などの変更を繰り返しながらも、1974年3月30日まで放送された。
- 7日 - NHK総合、大河ドラマ第6作『竜馬がゆく』放送開始（ - 12月29日）[4][12]。大河ドラマ最後のモノクロ番組。
- 9日 - TBS系、『ドリフターズドン!』に続いて企画されたザ・ドリフターズの冠番組、『進め!ドリフターズ』放送開始。しかし、いかりや長介の病気により7月9日で終了するが、12月10日から『突撃!ドリフターズ』として放送が再開され[注 3]、1969年6月3日まで放送。その後ドリフの看板番組『8時だョ!全員集合』につながってゆく。
- 31日 - 中部日本放送(CBC)、自社でスタジオカラーカメラを導入したことを受け、自社のローカルクイズ番組『天才クイズ』がこの日からカラー放送となる。[13]

2月
- 3日 - TBS系土曜19時30分枠で、ロート製薬一社提供・大橋巨泉司会のクイズ番組『お笑い頭の体操』放送開始（ - 1975年12月27日）[14][15]。
- 6日〜18日（日本時間）
  - グルノーブル冬季オリンピックがフランス・グルノーブルで開催され、NHK総合と毎日放送[注 4]で連日放送。開会式・閉会式を始め、競技のほとんどがカラー放送となり（同年のメキシコ・オリンピックも同様）、開会式は、カラーではオリンピック初の宇宙（衛星）生中継となった[17][18]。又開催中は連日、両局で競技の模様を（時差等の都合上）録画中継して放送したり、オリンピックハイライトをカラーで放送したりした[16]。[4]
    - 毎日放送がこのオリンピックの開会式の放送枠（2月6日）内の、グルノーブルからの生中継放送部分の前後に於いて、自社（千里丘スタジオ）のAスタジオから、大会の展望や日本選手の活躍ぶりの予想を放送[18]。これが、自社初のスタジオカラーカメラによる番組となった[16]。尚、同局の開会式の生中継放送は、NETにもネットされたものの、大会についての展望等は放送されなかった[17][注 5]。
- 14日 - フジテレビ系、この日放送のプロボクシング中継番組『ダイヤモンドグローブ』から、プロボクシング中継のカラー放送を開始[19]。
- 15日 - NHK総合、全国各地を巡る公開番組『ふるさとの歌まつり』が、この日放送のNHKホール（内幸町）からの公開放送から、不定期のカラー放送を開始[20]。翌月（3月）21日の横浜文化体育館での公開放送では、番組に於いて局外中継初のカラー放送を実施[21]。その後は、公開スタジオや中継場所の担当地域局に於いて、カラー中継設備が整備された地域からカラー化していった（毎回カラー化は1970年度初めの同年4月9日放送回から[22][23]）。
- 16日 - 日本テレビ系『三菱ダイヤモンド・アワー』が、この日をもって1958年8月29日から続けてきた『ディズニーランド』と日本プロレス中継番組である『日本プロレス中継』との隔週放送が終了。23日からは『日本プロレス中継』が毎週金曜20時からの放送となり『三菱ダイヤモンド・アワー 日本プロレス中継』となった他、『ディズニーランド』は4月7日から日曜19時へ移動（『ディズニーランド』は1972年4月30日終了、『三菱ダイヤモンド・アワー』自体も1972年7月14日終了）[注 6]。
- 20日 - 金嬉老事件が発生。NHK総合『スタジオ102』等が、生放送を通じて犯人と対話を試みた。[4][24]
- 27日 - フジテレビ系、プロボクシング・世界バンタム級タイトルマッチ「ファイティング原田×ライオネル・ローズ」を、日本武道館からカラーで中継[25]。関東地区にて53.4%の視聴率を記録(ビデオリサーチ調べ)。

3月
- 9日 - 朝日放送（後の朝日放送テレビ）・TBS系（当時）、自社初のスタジオカラーカメラによるドラマ制作となる時代劇『伝七捕物帳』放送開始（ - 7月6日、全18回。出演：高田浩吉、大村崑 ほか）。[26]
- 25日 - NHK総合で開局直後の1953年2月20日から放送されていたクイズ番組『ジェスチャー』（当時はバラエティコンプレックス枠『ファミリーショー』内でカラー放送）が、この日の放送をもって15年2ヶ月弱の幕を下ろす[27]。なお『ファミリーショー』もこの日の放送で廃枠となり、翌4月1日から同枠（月曜20:00）で『みんなの招待席』（カラー）を開始、『連想ゲーム』を生み出す[28]。
- 28日
  - 毎日放送が、この日から開催の『第40回選抜高等学校野球大会』の開会式から、同大会のカラー放送を開始する[29]。
  - 上記の大会のネット受け放送を行う東京12チャンネル（後のテレビ東京）が、この日の開会式の放送を皮切りに、カラー放送を開始[4][30][31]。在京民放キー局5系列全てがカラー放送を行う。
- 29日 - NETテレビ（後のテレビ朝日）系、『モーニングショー』の初代司会を1964年4月1日の番組開始から務めた木島則夫（元NHKアナウンサー）がこの日限りで卒業。
- 30日
  - 日本テレビ系、プロボクシング・世界J・ライト級タイトルマッチ「小林弘×レネ・バリエントス」を、日本武道館からカラーで中継[32]。関東地区にて37.9%の視聴率を記録(ビデオリサーチ調べ)。
  - よみうりテレビ・日本テレビ系で梶原一騎原作・川崎のぼる作画の野球漫画をカラーテレビアニメ化した『巨人の星』放送開始（ - 1971年9月18日）。「スポ根ブーム」の火付け役となる。[4][33]
- 31日 - 朝日放送（後の朝日放送テレビ）・TBS系（当時）で1962年（昭和37年）から放送されていた藤田まこと主演の公開コント番組『てなもんや三度笠』が足かけ6年にわたる放送を終了（終了時カラー）。この後翌4月7日からは、同じ藤田主演の『てなもんや一本槍』（カラー）が開始。

4月
- 1日 - 4月の番組改編
  - NHK
    - NHKでは以下の3項目を重点に編成[4]
      - 1  カラー放送を重点的に拡充。『連続テレビ小説』など視聴好適時間の娯楽番組をカラー化。
      - 2 衛星中継の活用。
      - 3 視聴者の意向を反映した特別番組の編成。

    - NHK連続テレビ小説第8作『あしたこそ』放送開始（ - 1969年4月5日）。上記の施策に従い、連続テレビ小説は同作からカラー放送となる。[4][34][35]
    - NHK総合、東京発（全国放送含む）の天気予報がカラー放送となる。[36]

  - フジテレビ系
    - 平日正午の帯バラエティ番組『お昼のゴールデンショー』放送開始。初代司会は前田武彦とコント55号[4][14]。その後司会を変更しながら、1971年9月30日まで継続。
    - 午後のワイドショーの草分け『3時のあなた』放送開始（ - 1988年4月1日）。司会は高峰三枝子と木元教子の交替制。[4][14][33]
- 4日 - TBS系で京塚昌子主演のテレビドラマ『肝っ玉かあさん』放送開始（ - 11月28日）[4]。1972年まで全3シリーズ制作された[33]。
- 6日
  - TBS系で東映制作のアクションドラマ『キイハンター』放送開始（出演：丹波哲郎、千葉真一、野際陽子 他）[4]。1973年4月7日まで6年間続く人気番組となった[15]。
  - 関西テレビ・フジテレビ系で、東映と共同制作のカラー時代劇『大奥』放送開始（ - 1969年3月29日、全52話。脚本：高岩肇、出演：三益愛子、扇千景、桜町弘子、藤純子 他）[4]。テレビドラマでは初めて取り上げた「女性時代劇」であり、最高視聴率30％を突破（同番組の項目も参照）。
- 8日 - NHK総合でカラーのクイズ番組『連想ゲーム』放送開始[4][28]。 1991年3月まで23年に亘って続く人気番組となる。
- 23日～25日 - 民放による中日球場（当時）からのカラー放送が開始。この3日間に同球場にて行われた『プロ野球せ・リーグ公式戦「中日 対 巨人」』3連戦の実況中継を、東海テレビ放送（23・25日、フジ系）・中部日本放送（24日、TBS系）共に、カラー中継車を使って全国ネットにてカラー放送を開始。[37]

5月
- 18日 - 日本テレビ系で木島則夫司会のワイドショー『木島則夫ハプニングショー』放送開始（ - 10月12日）。[4]
- 20日 - 東北放送(TBC)が、この日の夕方の『TBCニュース』から、ローカルニュースでのカラー放送を開始。これに伴い、カラーフィルムでの報道取材も開始（共にJNN加盟局では初）[38]。
- 25日 - 読売テレビ・日本テレビ系、この日の阪神甲子園球場からのプロ野球ナイター中継『阪神 対 巨人』にて、同球場及び西日本ではカラー初のナイター中継を実施。[注 7][39]
- 26日 - 朝日放送で、カラー中継車が稼働開始。前日の読売テレビに続き、阪神甲子園球場からの『阪神 対 巨人』のカラーのナイター中継にて初使用（TBS系全国ネットで放送）。[注 8][40][41][42]

6月
- 3日 - NET系『美空ひばりショー ひばりはひばり』が、NETの自社制作に於いて、初のスタジオカラーカメラ・カラーVTR使用による番組として制作、放送開始。[43][44]
- 26日 - この日、小笠原諸島が日本に返還。NHK総合にて、カラー特別番組『小笠原諸島～自然と住民たち』を放送。[4][45]

7月
- 1日 - 青森放送がローカルニュースの全時間枠をカラー化（同全時間枠は初）。これに伴い、カラーフィルムによる報道取材も開始。[46]
- 2日 - フジテレビ系、プロボクシング・世界バンタム級タイトルマッチ「ライオネル・ローズ×桜井孝雄」を、日本武道館からカラーで中継[47]。関東地区にて45.8%の視聴率を記録(ビデオリサーチ調べ)。
- 11日 - 北海道放送が、当時開催中の「北海道大博覧会」の特別番組『道博への招待』を、北海道の民放で初のカラーによる自主制作番組として放送。[48][49]
- 13日 - フジテレビ系でコント55号によるカラー放送のバラエティ番組『コント55号の世界は笑う』放送開始[4]。平均視聴率30%を優に越えるという同局のドル箱番組となったものの、後に裏番組であるTBS『8時だョ!全員集合』（翌年10月4日、カラーで放送開始）が視聴率を上回ったことが影響し、1970年3月28日に終了。その後、TBSとフジテレビは長年にわたる「土曜8時戦争」を繰り広げることとなる。

8月
- 9日 - 朝日放送が、この日から開催される『第50回全国高等学校野球選手権大会』の開会式の放送から、同大会のカラー放送を開始する[50][51]。
- 22日 - NHK総合、単発ドラマ枠『NHK劇場』にて、第20回イタリア賞参加作品のカラー時代劇『写楽はどこへ行った』を放送[52]。後に、第8回日本テレフィルム技術賞を受賞。
- 25日 - NET系『象印スターものまね大合戦』がこの日からカラー化。この回は江東公会堂からの公開収録放送で（同月6日収録）、NETがカラー中継車を使用した初めての番組となった。[注 9][43]

9月
- 1日 - NHK総合、東京発（全国放送含む）のニュースが全時間帯に於いてカラー放送となる。[注 2][36]
- 2日
  - 北海道のテレビ局全3局（NHK札幌放送局、北海道放送、札幌テレビ放送）がこの日、札幌市円山陸上競技場で、天皇・皇后を招聘して約2万人の列席者を集めて挙行された「北海道百年記念祝典」の模様を、3局共にカラーで生中継し、全国に向けて放送した（NHKは総合テレビで、HBCはTBS系列で、STVは日本テレビ系列で放送[注 10]）[注 11][4][53][54][55]。
  - 北海道放送、この日の18時50分からの夕方のローカル・ニュースにて、同時間帯のみローカル・ニュースのカラー放送を開始[54]。これに伴い、道内のカラーフィルムによる報道取材も開始。
- 8日 - TBS系で1967年10月から放送していたカラー特撮ヒーロードラマ『ウルトラセブン』がこの日放送の第49話「史上最大の侵略（後編）」をもって最終回。これで、円谷プロダクション制作のウルトラシリーズは一応の区切りを迎え、1971年4月の『帰ってきたウルトラマン』開始まで2年半の中断となる。翌週より同じ円谷プロ制作による怪獣もヒーローも一切登場しない特撮ドラマ『怪奇大作戦』を放送開始（ - 1969年3月）。
- 30日
  - TBS、この日から、自社のテレビニュース番組（『JNNニュースコープ』、『TBSニュース』）のカラー放送を開始[注 2][56]。これに伴い、カラーフィルムによるニュース取材を開始。これを受け、一部のJNN系列局でもカラーの報道取材やローカルニュースのカラー放送を開始した。
    - 当時JNNの準キー局の朝日放送は、同月20日にカラーフィルム現像室を運用開始[41]、30日のTBSのニュースカラー化に間に合わせて、カラーフィルムによる報道取材を開始[57]。
    - 系列局のRSK山陽放送も、同日にカラー報道取材及びローカルニュースのカラー放送を開始した[58]。

  - TBS系の秋の改編では、昼の番組の大改革などが行われた。
    - 12:00 - 12:40に、TBS初の平日昼の生番組『0スタジオ おんなのテレビ』を開始。しかしわずか3ヶ月で『お昼に会いましょう』に変更し、その半年後には『お昼に会いましょう』自体も終了、TBSは9ヶ月で平日昼のワイドショーから一時撤退した。
    - 12:40 - 13:00に、昼の帯ドラマ『ポーラテレビ小説』放送開始[4]、第1作は『三人の母』[56]。同枠はNHKの連続テレビ小説と共に「新人女優の登竜門」と呼ばれて数多くの主演女優を輩出した同枠は、1984年3月にポーラ化粧品本舗が一社提供を降りたものの、枠としては1986年9月26日まで18年にわたって続いた。
    - 13:15の昼帯ドラマ枠『テレビ映画』が、この日開始の『過去深きひと』（朝日放送制作）より、13:00の帯演芸番組『シャボン玉寄席』（朝日放送制作、牛乳石鹸一社提供）との枠交換で13:00に繰り上がる[注 12]。
    - 月曜19時台前半（19:00 - 19:30）で『YKKアワー キックボクシング中継』（吉田工業（YKK）[59]一社提供）放送開始[4][56][60](カラー、 - 1979年3月）。

  - 日本テレビ系で平日昼の生番組『お昼のワイドショー』放送開始。初代司会は青島幸男（月・水・金）と横山ノック（火・木）が務めた[4][61][注 13]。以後、司会交代を繰り返しながら1987年10月2日まで19年にわたって続いた。

10月
- 3日 - フジテレビ系、ドラマ『男はつらいよ』開始。出演・渥美清、長山藍子ほか[4][62]。翌年8月27日、松竹で映画化され初公開[63]以降50作に渡る国民的映画となる。
- 6日 - 関西テレビ・フジテレビ系で、スタジオカラーカメラを使用したお買い物ゲーム番組『親子そろって それ買え!やれ買え!!』放送開始[64]（ - 1969年3月30日[65]）。
- 10日、12日 - NHK総合、メキシコオリンピックの開催迫るメキシコ市で、前月（9月）下旬にカラーVTR収録した特別番組『メキシコの歌まつり』を10日に、同『メキシコの民族舞踏』を12日に、それぞれカラーで放送。[66]
- 13日〜28日（日本時間） - メキシコオリンピックがメキシコシティーで開催され、NHK総合で連日中継放送した。[4][67][68]
  - この模様は民放へはNHKから在京民放5局へ分配した[69]他、NHK福岡放送局からマイクロ波中継を通して、韓国釜山（プサン）にもモノクロで伝送され[注 14][4]、韓国KBSでも放送された[71]。
- 23日 - NHK総合、明治百年記念式典の模様を式典会場の東京・日本武道館と福島県会津若松市、山口県萩市を結んで生中継（10:15 - 11:15）（カラー放送、地方中継部分はモノクロ）[72]。また同日には音楽特番『歌まつり明治百年』（20:30 - 21:29）が渋谷公会堂から公開生放送された[73][74]。

11月
- 2日～3日 - NHK総合が2日間に渡り、前月NHKがメキシコオリンピックの模様を韓国へマイクロ波を通じて伝送したモノクロ回線を利用して[注 14]、日韓中継『今日の韓国』を放送。韓国の現在の模様を中継にて日本に伝えたり、日韓親善交換高校生のテレビ中継上での対面も行われた。[注 15][4][72]
- 4日 - フジテレビ系で生放送の歌謡番組『夜のヒットスタジオ』放送開始。初代司会は前田武彦と芳村真理[4]。以後、司会交代や枠移動などを繰り返しながら、1990年10月まで22年にわたって続く長寿番組となった。
- 23日 - 毎日放送・NET系、第23回文化庁芸術祭テレビジョン部門参加のカラードキュメンタリー番組『日本音楽の生と死』（構成・脚本・解説：黛敏郎）を放送[75]。同部門の奨励賞を受賞[76]。[注 16]
- 30日 - 関西テレビ・フジテレビ系で、関西テレビ開局10周年記念ドラマ『青やからわたったんや』が、パートカラー番組として放送。カラーとモノクロの部分を混在させて、ドキュメンタリータッチで描く演出をした、オールロケーションによる制作[78]。第23回芸術祭奨励賞を受賞[76]。

12月
- 3日 - RKB毎日放送、自社制作のローカルレギュラー番組『RKBリビングショー』にて、九州民放初のスタジオカラー生放送を実施。[79]
- 10日 - 日本テレビ系『11PM』（火曜日・よみうりテレビ制作回、カラー）で「夜のレコード大賞」を放送[80]。これが後の『全日本有線放送大賞』の原型となり、2000年まで毎年実施された（2001年から『ALL JAPANリクエストアワード』と改称、2024年現在は『ベストヒット歌謡祭』として存続）。
- 12日 - TBS系、プロボクシング・世界J・ウェルター級タイトルマッチ「藤猛×ニコリノ・ローチェ」を、蔵前国技館からカラーで中継[81]。関東地区にて47.3%の視聴率を記録(ビデオリサーチ調べ)。
- 21日 - TBS系で『第10回日本レコード大賞』の模様を渋谷公会堂から生中継。大賞は黛ジュンの「天使の誘惑」。同大賞最後のモノクロ中継。
- 30日 - NETテレビ系で1966年12月から放送していたアニメ『魔法使いサリー』（第1作）がこの日放送の第109話「さよならサリー」（カラー）をもって最終回。
- 31日
  - 『第19回NHK紅白歌合戦』放送（カラー）。紅組司会を水前寺清子、白組司会を坂本九が務め、総合司会は宮田輝（当時NHKアナウンサー）が務めた。視聴率は76.9% [82]。
  - TBS系で1957年から放送されていた大型特別番組『オールスター大行進』が、この日の放送をもって、12年の幕を下ろす（終了時カラー）。翌1969年からはカラー生放送での『日本レコード大賞』に変更される（2006年より12月30日へ移動）。
  - 東京12チャンネルで、『なつかしの歌声大会』（『第1回年忘れにっぽんの歌』）を放送[83]。以降、毎年大晦日恒例の音楽特番となる。
  - 全民放テレビ局（当時はフジ系を除く）同時ネット『ゆく年くる年』（この年はTBSが制作）が、この年からカラー放送を初めて実施（一部中継部分を除く）。[83]

## その他テレビに関する話題
- 1月20日 - 日本テレビ系『11PM』のホスト（月・水曜担当）などを務めた小島正雄（ジャズ演奏家・評論家）が心筋梗塞のため急死（54歳没）。
- 2月20日 - NHK徳島教育テレビジョン、日本で最初のUHF局[注 17]として放送開始。[2]
- 3月1日 - 中京ユー・エッチ・エフテレビ放送（CTV、愛称・中京テレビ〈後の中京テレビ放送〉）設立。
- 3月2日 - 新潟総合テレビ（NST、後のNST新潟総合テレビ[注 18]）設立。
- 3月8日 - 毎日放送で、カラー中継車が稼働開始。[16]
- 4月1日 - NHK、受信料体系がカラー契約（月465円）、白黒の普通契約（月315円）の二本立てに。ラジオ単独受信料は廃止される。[注 19][4][84]
- 5月5日 - 当時米領だった沖縄の琉球放送テレビと沖縄テレビ放送がカラー放送開始。[4][33]
- 5月16日 - この日に発生した十勝沖地震の影響で、電電公社のテレビ同時ネット回線の札幌・青森への下り回線が停電及び電源障害により青森県東北町の甲地中継局で途切れ[85]、東京キー局・大阪準キー局各局から在札・在青各局への番組配信が出来なくなる[4][86]。キー局では、マイクロ回線が長時間にわたって回復しない場合を予想してフィルム・VTRの空輸を計画したものの復旧が4時間程度と早かったため、回線復旧までNHK青森(総合)と青森放送[注 20]は秋田回り回線に切り替え、北海道内のNHK(総合・教育共)・北海道放送・札幌テレビ放送は特別報道番組や持ち置きのフィルムなどで対応した[87]。
- 7月1日 - 日本科学技術振興財団テレビ事業本部（東京12チャンネル）、再建方策として制作部門を分離。三井物産、三菱商事、毎日放送（MBS）[注 21]などの出資によって、東京12チャンネルの番組制作・広告営業などの事業会社・株式会社東京12チャンネルプロダクション（後のテレビ東京）が設立。[4]
- 8月12日 - 日本初の民放UHFテレビ局（親局）として、岐阜放送テレビジョン（GBS、後のぎふチャン）放送開始[3]（当初はモノクロ放送のみ。カラー放送はそれから約4ヶ月半後の12月24日に開始[88]）。[4][89]
- 10月31日 - ソニーがトリニトロン方式の13インチトランジスタカラーテレビ「KV-1310」発売。発色や明るさなど従来のシャドーマスク方式との違いをアピールした。以降トリニトロン方式は業務用モニターとしても重用され、長きに渡りブラウン管カラーテレビの代名詞となる。消費電力75W、重さ13.8Kg、価格は118,000円[90]。
- 11月3日 - 北海道テレビ放送（HTB）開局。[4][91][92]
- 12月16日 - 新潟総合テレビ（NST、後のNST新潟総合テレビ）開局[4][93][88][94]。今まで民放テレビが1局しか視れなかった地域での初のUHF民放局の開局となる。
- 12月24日 - テレビ静岡開局（静岡、浜松両局）[88][94]。
- 年内 - 東芝とTBSが共同でスタジオカラーカメラ（型番:PK-31）を開発。自社の『東芝日曜劇場』での撮影に使われたのを始め、TBS・JNN系列局や多くの放送局等へ納入され、十数年に渡って製造された名器となった。[95][96]

## 開局・放送開始
岐阜放送以外は、カラー放送も同時開始。

＊はこの開局により、いままで民放テレビが1局しか視聴できなかったのが2局になった地域。
- 2月20日 - NHK徳島教育テレビジョン - 日本最初のUHFテレビ局[2]
- 8月12日 - 岐阜放送 - 民放初のUHF局にして独立局[3][4]（当初はモノクロのみ。カラー放送は同年12月24日に開始[88]。）
- 11月3日 - 北海道テレビ放送[4][91][92]（サービス試験放送開始:10月29日[97]）
- 12月16日 - 新潟総合テレビ＊（サービス放送開始:11月29日[注 22]）[4][93][88]
- 12月24日 - テレビ静岡＊（サービス放送開始:11月1日）[88]

## 視聴率
（※関東地区、ビデオリサーチ調べ）
1. 第19回NHK紅白歌合戦（NHK総合、12月31日）76.9%
2. 連続テレビ小説 旅路（NHK総合、3月9日）56.9%
3. 連続テレビ小説 あしたこそ（NHK総合、10月24日）54.7%
4. 世界バンタム級タイトルマッチ「ファイティング原田×ライオネル・ローズ」（フジテレビ、2月27日）53.4%
5. メキシコオリンピック・第13日（NHK総合、10月25日 7:20-8:20）51.8%
6. ゆく年くる年（NHK総合、12月31日）51.3%
7. 世界J・ウェルター級タイトルマッチ「藤猛×ニコリノ・ローチェ」（TBS、12月12日）47.3%
8. 世界バンタム級タイトルマッチ「ライオネル・ローズ×桜井孝雄」（フジテレビ、7月2日）45.8%
9. メキシコオリンピック・閉会式（NHK総合、10月27日）44.9%
10. ニュース（NHK総合、9月25日 7:00-7:20）43.4%
11. 冬季オリンピック1968（グルノーブル大会）（NHK総合、2月16日 8:00-8:12）42.2%
12. スタジオ102（NHK総合、2月16日）41.4%
13. ニュース（NHK総合、2月16日 8:30-8:45）40.7%
14. ニュース（NHK総合、2月16日 7:20-7:35）40.0%
15. カメラリポート（NHK総合、10月28日）39.8%
16. ザ・ガードマン（TBS、2月9日）39.7%
17. 参議院選挙と今後の政局（NHK総合、7月9日 7:30-8:12）38.5%
18. - 第23回原爆慰霊平和祈念式（NHK総合、8月6日）38.0%
  - 歌まつり明治百年（NHK総合、10月23日）38.0%
19. 世界J・ライト級タイトルマッチ「小林弘×レネ・バリエントス」（日本テレビ、3月30日）37.9%

## テレビ番組

### テレビドラマ
NHK
- 大河ドラマ 竜馬がゆく
- 連続テレビ小説 あしたこそ（カラー） - 連続テレビ小説初のカラー作品[34]
- あひるの学校
- 写楽はどこへ行った（カラー） - 8月22日放送。『NHK劇場』枠。第20回イタリア賞参加作品。[52]

日本テレビ
- 昔三九郎[98]
- かみなり三代（カラー）（主演：高橋英樹）[99]
- 進め!青春（カラー）（主演：浜畑賢吉）[99]
- 東京バイパス指令（カラー）
- 特別捜査本部
- ざっくばらん（カラー）（主演：藤田まこと） - 水曜21時枠30分ドラマ最終作。[99]
- 若い川の流れ（カラー）[99]
- ズッコケ横丁（出演：玉川良一、石井均）
- 五人の野武士[99]
- 泥棒育ち（カラー）[99]
- 夜のグランド劇場
  - 不信のとき[98]
  - 恋しるからん
  - 水色の季節
  - 一番星[99]
  - うちが愛したろくでなし
- 道頓堀（読売テレビ）[98]
- 百億円の阿呆ぼん（読売テレビ、主演：渋谷天外）

TBS
- キイハンター（出演：丹波哲郎、千葉真一、野際陽子、谷隼人 他）
- ナショナル劇場
  - ナショナル・ゴールデン・スペシャル・シリーズ（カラー） - 単発作品。
  - 顎十郎捕物帳
- 木下恵介アワー
  - おやじ太鼓（モノクロ（第11話まで） → カラー（第12話から））
  - 3人家族（カラー）
- 夕映えの中にいた（カラー）[100]
- 肝っ玉かあさん（主演：京塚昌子）
- 仇討ち
- ハトポッポ嫁さん（出演：林美智子、片岡千恵蔵、川崎敬三）
- 百年目の田舎っぺ（主演：東京ぼん太）
- ぼん太のド・サイケ紳士録（主演：東京ぼん太）
- 三人の母（主演：加藤治子） - 『ポーラテレビ小説』第1作。
- 伝七捕物帳（カラー）（主演：高田浩吉）（朝日放送） - 朝日放送初のカラースタジオ時代劇[101]
- お多江さん（カラー）（朝日放送）[102]
- 台風娘がやって来た（カラー）（主演：高見エミリー）（朝日放送）[102][103]
- いたずら天使（カラー） - 米ABC放送作品

フジテレビ
- 三匹の侍（出演：平幹二朗、加藤剛、長門勇 他）
- 男はつらいよ（主演：渥美清）
- 風来坊（主演：中村嘉葎雄）
- 市子と令子（第2シリーズ）（主演：梓みちよ、十朱幸代）
- スター推理劇場 - 単発作品。
- 良縁奇縁 - 単発作品。
- 大奥（カラー）（関西テレビ）
- 青やからわたったんや（パートカラー）（関西テレビ、11月30日）- 関西テレビ開局10周年記念番組。カラー放送だが、演出上、モノクロ部分とカラー部分を混在させているパートカラー番組。明治百年記念芸術祭参加作品。第23回芸術祭奨励賞受賞作品。[78][76]

NET
- 日本剣客伝
- 次郎長三国志
- 帰ってきた用心棒
- 旅がらすくれないお仙（主演：松山容子）
- フルーツポンチ3対3
- カツドウ屋一代（毎日放送）

東京12チャンネル
- いつでも君は（毎日放送、主演：高橋紀子）

### 子供向けドラマ
NHK総合
- アフリカ大牧場（カラー）- 米ABC制作[104]

日本テレビ
- ほがらか法善寺（読売テレビ、主演：財津一郎、白木みのる）
- ちんころ大作戦（読売テレビ、主演：白木みのる、横山やすし・西川きよし）

TBS
- チャコとケンちゃん（出演：四方晴美、宮脇康之 他） - 『チャコちゃんシリーズ』最終作。
- てなもんや一本槍（カラー）（出演：藤田まこと 他）（朝日放送）
- 蝶々のすまんだ人生（主演：ミヤコ蝶々）（朝日放送）
- 海の次郎丸（朝日放送）
- 黒い編笠（主演：大瀬康一）（朝日放送）

フジテレビ
- クレオくん（出演：保積ペペ、チンパンジーのクレオ）
- ゆびきりげんまん（主演：大山高雄）
- せっかちネエヤ（主演：川口晶）
- わんぱくフリッパー（カラー）（第二期） - 海外作品

### 特撮番組
- マイティジャック→戦え! マイティジャック（いずれもカラー）（フジテレビ）
  - 出演：二谷英明、南廣、二瓶正也 他
- 怪奇大作戦（カラー）（TBS）
  - 出演：岸田森 他
- バンパイヤ（フジテレビ）
  - 出演：水谷豊、渡辺文雄、手塚治虫 他
- 河童の三平 妖怪大作戦（NETテレビ）
  - 出演：金子吉延、牧冬吉、潮健児 他
- 怪盗ラレロ（日本テレビ）
  - 出演：青空あきお、青空はるお 他
- キャプテン・スカーレット（カラー）（TBS） - 海外の人形劇
- ジョー90→スーパー少年 ジョー90（カラー）（NETテレビ） - 海外の人形劇

### テレビアニメ
- ゲゲゲの鬼太郎（第1作）（フジテレビ）
- わんぱく探偵団（フジテレビ）
- 巨人の星（カラー）（読売テレビ）
- アニマル1（フジテレビ）
- サイボーグ009（第1作）（NETテレビ）
- あかねちゃん（フジテレビ）
- ファイトだ!!ピュー太（毎日放送）
- 怪物くん（TBS）
- サスケ（カラー）（TBS）
- 夕やけ番長（カラー）（日本テレビ）
- ドカチン（フジテレビ）
- 佐武と市捕物控（毎日放送・NET）
- 妖怪人間ベム（カラー）（フジテレビ）
- 大魔王シャザーン （カラー）（NET） - 海外作品
- ウルトラわんちゃん　(フジテレビ) -海外作品

### バラエティ番組
- 世界のワンマンショー（カラー）（NHK総合）[105]
- みんなの招待席（カラー）（NHK総合）[34]
- この手で行こう!（日本テレビ）[注 23]
- イチ・ニのキュー!（日本テレビ）
- パンパカ天国（読売テレビ）
- スターなんでも大会（ものまね大将）（読売テレビ）
- 進め!ドリフターズ（TBS）
- チータ55号（TBS）
- ミニミニ・バンバン（TBS）
- 突撃!ドリフターズ（TBS）
- スターばっちりショー（朝日放送）
- 地球大爆笑（朝日放送）
- お昼のゴールデンショー（フジテレビ）
- コント55号の世界は笑う（カラー）（フジテレビ）
- スターとデイト合戦→売込みハート作戦（フジテレビ）
- 赤かて!白かて!（フジテレビ）
- 親子そろって それ買え!やれ買え!!（カラー）（関西テレビ）[64]
- 宇宙大爆笑（NETテレビ）
- チャレンジショー（第1期）（毎日放送）
- ドタバタ大合戦（東京12チャンネル）
- ドーンと一発ぶちかませ（東京12チャンネル）
- コント55号の今年も笑う!（カラー）（フジテレビ、12月31日 → 1969年1月1日の年越し番組）[83]

### 演芸番組
- 笑待席（カラー）（日本テレビ）
- おはこ寄席（読売テレビ）
- お笑いヤマト魂（フジテレビ）
- 爆笑グランドパレード（フジテレビ）
- ゴールデン大爆笑（毎日放送）
- 笑って笑って大合戦（カラー）（NETテレビ、12月31日、紅白の裏番組）[83]

### クイズ番組
- どんとこい、天才!（日本テレビ）
- 巨泉まとめて百万円（カラー）（読売テレビ）[99]
- お笑い頭の体操（TBS）
- クイズ大作戦（NETテレビ）
- お昼のクイズ・女の学校→お昼のクイズ・バッチリ当てよう!（NETテレビ、中京テレビ[注 24]、サンテレビ[注 24]、近畿放送[注 24]）
- ランデブークイズ・ペアでハッスル（毎日放送）
- クイズ・その手にのるナ!!（毎日放送）

### 音楽番組
- 世界の音楽（カラー）（NHK総合）[106]
- 歌の祭典（カラー）（NHK総合）[34]
- 歌はともだち（カラー）（NHK総合）[34]
- グループサウンズヒット10（日本テレビ）
- ヒットスコープ（日本テレビ）
- こよい酔わせて（カラー）（日本テレビ）[99]
- スターと飛び出せ歌合戦（4月1日開始、8月からカラー放送開始[注 25]）（読売テレビ）
- レッツゴー!ヤングサウンズ（フジテレビ）
- 夜のヒットスタジオ（フジテレビ）
- 美空ひばりショー ひばりはひばり（カラー）（NETテレビ）[43]
- 歌のグランドヒットショー（カラー）（NETテレビ）[107]
- ヤングポップスエキサイト（カラー）（NETテレビ）[108]
- かえうた大合戦（NETテレビ）
- あなたが選ぶスター紅白歌合戦（NETテレビ）
- 黛敏郎の間奏曲（NETテレビ）
- メイト・7（毎日放送）
- メキシコの歌まつり（カラー）（NHK総合、10月10日）[66]
- 歌まつり明治百年（NHK総合、10月23日）[73]
- 日本音楽の生と死（カラー）（毎日放送、11月23日）- 明治百年記念芸術祭参加作品。第23回芸術祭奨励賞受賞作品。[75][76]
- '68ベストグループサウンズ大会（カラー）（フジテレビ、12月31日）- 日劇から生中継。[83]

### 芸能番組
- メキシコの民族舞踏（カラー）（NHK総合、10月12日）[66]

### 報道番組
- FNNニュース最終版（フジテレビ）
- FNNワイドニュース（フジテレビ）
- HTBニュース（北海道テレビ）
- HTBニュースロータリー（北海道テレビ）

### ワイドショー番組
- お昼のワイドショー（日本テレビ）
- 木島則夫ハプニングショー（日本テレビ）
- 婦人ニュース（第2期）（日本テレビ）
- 0スタジオ おんなのテレビ（TBS）
- 3時のあなた（フジテレビ）

### 教養・ドキュメンタリー番組
- 明るい漁村（NHK総合）
- 日本の自然（カラー）（NHK総合）[109]
- 世界探検旅行（カラー）（NHK総合）- ジョージ・パクナル・プロ制作[104]
- 高校生の英語（NHK教育）

### スポーツ番組
- YKKアワー キックボクシング中継（カラー）（TBS）[110]
- JALビッグイベントゴルフ（カラー）（日本テレビ）[99]
- TWWAプロレス中継（TBS）

### 映画番組
- マカロニ・ウェスタン（カラー）（日本テレビ）
- 三船敏郎シリーズ（カラー）（日本テレビ）
- 日曜映画劇場（カラー）（日本テレビ）
- 木曜映画劇場（フジテレビ）

### その他
- いじわる問答 「男と女」（フジテレビ）

### 特別番組
- 『小笠原諸島～自然と住民たち』（カラー）（NHK総合）- 6月26日。小笠原諸島日本返還記念番組。[45]
- 北海道大博覧会特別番組「道博への招待」（カラー）（北海道放送）- 7月11日。北海道民放初のカラーによる自主制作番組。[48]
- 北海道百年記念祝典（NHK札幌総合テレビ、北海道放送（TBS系）、札幌テレビ放送（日本テレビ系[注 10]）。3局共にカラーで全国に向けて生中継）- 9月2日 [注 11][53][54][55]
- 『わがふるさとの風物詩』（カラー）（福島テレビ）- 10月2日。福島テレビ初のカラー制作及びカラー送出記念番組。[注 26][111]
- 明治百年記念式典（カラー・地方中継部分はモノクロ）（NHK総合）- 10月23日。式典会場の日本武道館を中心に、福島県会津若松市、山口県萩市からも中継。[72]
- 日韓中継『今日の韓国』（NHK総合）- 11月2、3日[注 15][72]

### 既存番組のカラー化
年内開始番組を除く
- 迎春（TBS）- この年から。[注 27][7][114]
- おはよう!こどもショー（日本テレビ）- 1月1日の新年特番『おめでとう!こどもショー』が特別にカラー放送[7]（レギュラーでのカラー化は1970年8月3日から[115]）。
- スター千一夜（フジテレビ）- 1月1日から（一部例外としてモノクロの日もあり）
- アベック歌合戦（読売テレビ）- この年は1月1日、1月8日、2月19日がカラー放送。
- 東芝日曜劇場（TBS）- この年は、1月14日「女と味噌汁」第9話[116]、6月9日「三角・四角」[117]、同16日「虹の女」[118]、9月1日「小指」[119]、10月6日「染め川」[120]、同月20日「からくりや儀右衛門」[121]、11月3日「ある日曜日」[122]、同月10日「ちりめんを織る女」[123]、同月17日「女房の眼鏡」[124]、同月24日「24歳」[125]、12月1日「日陰かずら」[126]、同月22日「ひげ」[127]がカラー放送。
- 天才クイズ（中部日本放送）- 1月31日から[13]
- 夫婦善哉（朝日放送）- 2月2日から[128]、各地域の収録時点で、カラースタジオ設備や中継車を所有している放送局の地域からの公開放送の回のみカラー放送。
- ダイヤモンドグローブ（フジテレビ） - 2月14日から[19]
- ふるさとの歌まつり（NHK総合）- 2月15日から随時[20]（毎回カラー化は1970年4月9日から[22][23]）
- 真珠の小箱（毎日放送）- 3月22日「伊勢志摩の春」を皮切りに[129]、5月17日「大和飛鳥路」[130]、6月7日「金魚誕生」[131]、7月5日「鈴鹿山系の自然」[132]、7月12日「石州と慈光院」[133]、7月26日「海女と伊勢志摩」[134]、そして9月27日「法隆寺金堂壁画再現」[135]からは毎回カラー放送。
- 選抜高等学校野球大会（毎日放送）- この年の第40回大会から[29][注 28]
- 原潜シービュー号 海底科学作戦（東京12チャンネル）- 3月30日から[136]
- 連続テレビ小説（NHK総合）- 4月1日（第8作『あしたこそ』初回放送日）から[34]
- 天気予報（NHK総合）（東京発（全国放送を含む）の時間帯全て）- 4月1日から[36]
- キユーピー3分クッキング 日本テレビ制作版（日本テレビ）- 4月1日から[137][138]
- まんがのくに（東京12チャンネル）- 4月1日から[139]
- 木下恵介アワー（TBS）- 4月2日（『おやじ太鼓』第12話放送回）から
- 理科教室 小学校1年生〜なんなんなあに〜（NHK教育）- 4月8日から[140][141][142][143]（1960年度以来のカラー制作復活）
- NHKコンサートホール（NHK総合）- 4月から随時カラー化[106][144]
- TBCニュース（東北放送）- 5月20日の夕方から[38]
- RABニュース（青森放送）- 7月1日から全時間枠でカラー化（全時間枠のカラー化は初）[46]
- ヤング720（TBS）- この年は7月17日（第533回）のみカラー放送（同番組初）。[注 29]
- 全国高等学校野球選手権大会（朝日放送）- この年の第50回大会から[50][51][注 30]
- ザ・ガードマン（TBS）- 8月9日（第175話）から不定期（以後この年では8月16日（第176話）、8月30日（第178話）、9月6日（第179話）、11月8日（第188話）、11月15日（第189話）がカラー放送）。
- 全国戦没者追悼式（NHK総合）- この年から（毎年8月15日に会場の日本武道館から生放送）[145]
- 象印スターものまね大合戦（NET）- 8月25日から[43]
- NHKニュース（NHK総合）（東京発（全国放送を含む）の未カラー化の時間帯全て）- 9月1日から[注 2][36]
- HBCニュース（北海道放送） - 18時50分の時間帯のみ9月2日から[54]
- 理科教室 小学校2年生〜はてなはてな〜（NHK教育）- 9月から[140]
- JNNニュースコープ・TBSニュース（TBS）- 9月30日から[注 2][56]
- ABCスポットニュース（朝日放送）- 18時50分からの時間帯のみ秋（9月30日～10月2日の間）から[注 31]（ABCニュースの全時間帯カラー化は翌年秋から）[57]
- RSKニュース（RSK山陽放送）- 9月30日から[58]
- 11PM（日本テレビ・読売テレビ）- 9月30日から[146]
- CBCニュース（中部日本放送）- 18時50分の時間帯のみ11月1日又は2日から[注 32][147]
- RKB毎日ニュース・天気予報（RKB毎日放送）- 18時50分の時間帯のみ12月6日から[148]
- おやじバンザイ（朝日放送）- 12月25日から[149]
- ゆく年くる年 (民間放送テレビ) - この年の回から[83]（この回は一部中継部分がモノクロ。翌年から中継部分も含め完全カラー化。）

#### カラーフィルムによる報道取材開始
- 5月20日:東北放送（JNN系列局では初）[38]
- 7月1日:青森放送[46]
- 9月2日:北海道放送[54]
- 9月30日:TBS[56]、朝日放送[57]、山陽放送[58]
- 秋（詳細な時期は不明 遅くとも11月1日か2日）:中部日本放送
- 時期不明（遅くとも12月6日）:RKB毎日放送